# Martin Lorentzon
Martin Lorentzon (en sueco: Sven Hans Martin Lorentzon; Borås, Älvsborgs län 1 de abril de 1969) es un empresario sueco y cofundador de Tradedoubler y Spotify. De 2013 a 2018 estuvo en el directorio de Telia Company. Desde abril de 2019, trabaja en temas de integración de inmigrantes de Suecia para el nuevo modelo sueco de la comisión del Partido Moderado.

## Vida personal
Martin Lorentzon nació el 1 de abril de 1969 en el sur de Suecia en el pueblo de Åsenhöga en la región de Gnosjö de la provincia de Småland. En febrero de 1970, su familia se mudó a Borås, y él creció en el barrio de Hestra. Su madre, Brita (nacida el 21 de septiembre de 1936), trabajó como maestra, y su padre, Sven, (nacido el 1 de julio de 1932) como economista. Lorentzon tiene dos hermanos mayores. Ha vivido en Vasastan, Estocolmo, desde 2005. Posee un departamento en la estación de esquí Åre. Desde 2017, ha estado en una relación con una empresaria sueca de origen Tara Derakshan. También es inversor en su startup, Sniph, una caja de suscripción de perfume. Lorentzon sufre de trastorno por déficit de atención con hiperactividad.

## Carrera
Mientras regresaba a la escuela primaria, Särlaskolan en Borås, Lorentzon les decía a sus compañeros de clase que quería vender una caja de cerillas a cada chino y se convirtió en multimillonario. En la escuela secundaria asistió al departamento técnico de Sven Eriksonsgymnasiet donde le gustaba visitar todas las fiestas pero siempre priorizaba la educación: antes de una prueba, mintió y se enfermó y tuvo que quedarse en casa.
En 1990 se unió a la Universidad Tecnológica de Chalmers, donde estudió Economía Industrial y luego terminó sus estudios de maestría en Ingeniería Civil. Simultáneamente en Gotemburgo asistió a cursos de economía en Business School y realizó prácticas en Volvo Torslanda.
En 1995 encontró una pasantía en una compañía telefónica de Telia, construyó una gran relación con su jefe y gracias a esto se mudó a San Francisco en la oficina de AltaVista. En Silicon Valley conoció a los mejores emprendedores web y encontró trabajo en la empresa de inversión Cell Ventures, donde conoció al hijo de los propietarios de Joy, la línea de ropa sueca, Felix Hagnö. Hagnö dijo que es difícil para una pequeña empresa encontrar.

## Trayectoria política
En 2013 se unió al proyecto de Becas del Príncipe Daniel y ahora visita escuelas secundarias superiores, universidades y colegios universitarios de Suecia para inspirar a los jóvenes a involucrarse en el espíritu empresarial. En 2016 fue elegido miembro de la Real Academia Sueca de Ciencias de la Ingeniería bajo el Departamento de Educación e Investigación, que promueve el contacto y el intercambio entre empresas, investigación y gobierno.
En abril de 2013, los medios debatieron la relación de Lorentzon con la oficina de impuestos sueca. Las compañías de Lorentzon que están afiliadas a Spotify y Telia están ubicadas en centros financieros offshore: Rosello está registrada en Chipre, Amaltea está en Luxemburgo. En 2005, volvió a registrar TradeDoubler en Chipre y, por lo tanto, redujo el pago de impuestos en $ 9 millones.
En 2006 pagó 1,4 millones de euros como impuestos. Spotify también se volvió a registrar en ese momento en Luxemburgo, donde el impuesto sobre la renta es bajo. Según los informes de los medios, Martin le debe a la oficina de impuestos sueca 6 millones de euros para el período 2007-2010, durante el cual presentó una declaración de ingresos cero.
Respondió afirmando que es difícil atraer capital de riesgo a sus ideas en Suecia, y señalando los impuestos que él y su compañía pagan en Suecia.
Como resultado, en 2014 Lorentzon fue nombrado sueco internacional del año y en 2015 recibió un premio Affärsbragden (The Business Achievement) del periódico Svenska Dagbladet. En la primavera de 2015, Lorentzon recibió un doctorado honorario en la Universidad Tecnológica de Chalmers. En abril de 2019, a Lorentzon se le asignó un experto en temas de integración de inmigrantes en un nuevo modelo sueco de la Comisión del Partido Moderado creado por Ulf Kristersson.

## Spotify
En abril de 2006, Ek y Lorentzon decidieron comenzar una nueva compañía que no venderían. Martin dejó el directorio de Tradedoubler y envió un millón de euros a Ek. En junio de 2006 se registró Spotify: un servicio de transmisión de música que obtiene ganancias de la publicidad en línea, un negocio que ambos conocían muy bien. Martin gastó su propio dinero en salarios de desarrolladores, oficinas y alquiler de licencias de música. Intentaron atraer el dinero de los inversores, pero Martin no estaba satisfecho con las condiciones en las que se les ofreció cooperar. Debido a estos gastos no planificados, la participación de Martin en Spotify resultó ser la mayor: su opción se estima en más de US $ 4 mil millones, tiene el derecho de voto del 43,3% y posee el 12,7% de las acciones. Hagnö, que decidió ayudar a la nueva idea del excolega, posee el 6.6% de las acciones por un valor de US $ 1,5 mil millones.
Lorentzon fue director Ejecutivo 2006 - 2013 y Presidente de la junta directiva 2008 - 2016, hasta que Ek asumió estos roles. En las entrevistas afirman que son los mejores amigos y no ha habido un día desde 2006 en el que no hablaron al menos una vez al día.
Martin es responsable de desarrollar los objetivos futuros de la compañía y la estrategia de desarrollo, presupuesto, salarios, verificación de informes financieros legales y anuales.